# اسپانیای هابسبورگ
منظور از اسپانیای هابسبورگ، اسپانیای قرن ۱۶ و ۱۷ (۱۵۱۶–۱۷۰۰) بود که توسط پادشاهان دودمان هابسبورگ (همچنین با نقش آن در تاریخ اروپای مرکزی و شرقی همراه است) اداره می‌شد. حاکمان هابسبورگ با به دست گرفتن پادشاهی اسپانیا (عمدتاً کارل یکم و فیلیپ دوم) به اوج نفوذ و قدرت خود رسیدند. آنها قلمروهایی را کنترل کردند که شامل قاره آمریکا، هند شرقی،  کشورهای سفلی، بلژیک، لوکزامبورگ و سرزمین‌هایی که اکنون در ایتالیا هستند، فرانسه و آلمان در اروپا، امپراتوری پرتغال از سال ۱۵۸۰ تا ۱۶۴۰ و سرزمین‌های مختلف دیگر مانند قلمروهای کوچک مانند سئوتا و وهران در شمال آفریقا بود. از این دوره از تاریخ اسپانیا به عنوان «عصر کاوش» نیز نام برده شده‌است.
با حضور هابسبورگ‌ها، اسپانیا یکی از بزرگترین قدرت‌های سیاسی و نظامی در اروپا و جهان در بیشتر سال‌های قرون شانزدهم و هفدهم بود. هابسبورگ عصر طلایی اسپانیا را نیز در زمینه هنر و ادبیات آغاز کرد. برخی از برجسته‌ترین نویسندگان و نقاشان جهان در این دوره زندگی می‌کردند، از جمله سانتا ترسا، پدرو کالدرون، میگل د سروانتس، ال گرکو، دومینیک د سوتو، فرانسیسکو سوارز، دیه‌گو ولاسکس، و فرانسیسکو د ویتوریا.

نشان کارل پنجم، با نمادهای سرزمین‌های خود در اسپانیا (بالا) و سایر دارایی‌های اروپایی خود (پایین)

اسپانیا یا «اسپانیایی‌ها»، اشاره به سرزمین‌های اسپانیا در قاره‌های مختلف در این دوره، در ابتدا کل شبه جزیره ایبری از جمله پادشاهی‌های آراگون کاستیا، لئون، ناوار (محدوده جنوبی آن که در شبه‌جزیره ایبری قرار داشت) و از ۱۵۸۰, پرتغال را پوشش می‌داد.
ازدواج ایزابلا اول کاستیا و فردیناند دوم آراگون در سال ۱۴۶۹ منجر به اتحاد دو تاج اصلی کاستیا و آراگون شد، که سرانجام به اتحاد رسمی اسپانیا منجر شد، پس از اوج بازپس‌گیری اندلس با فتح گرانادا در ۱۴۹۲، ایزابلا و فردیناند عنوان پادشاهان کاتولیک را توسط پاپ الکساندر ششم و اصطلاح «سلطنت کاتولیک» (Monarchia Catholica) برای سلطنت تحت هابسبورگ اسپانیایی دریافت کردند. دوره هابسبورگ مفهوم اسپانیا است به معنایی که در قرن ۱۸ نهادینه شد.
پس از احکام نووا پلانتا در سال ۱۷۰۷ که به‌طور غیررسمی جانشین چندین پادشاهی در قلمروهای سابق خود شد، پس از مرگ آخرین پادشاه هابسبورگ اسپانیا کارلوس دوم در سال ۱۷۰۰، جنگ جانشینی اسپانیا منجر به رسیدن فیلیپ پنجم شاهزاده فرانسوی به پادشاهی اسپانیا و تأسیس بوربون اسپانیا و تشکیل دولت متمرکز جدیدی را آغاز کرد.